# Португальські канікули
«Португальські канікули» («Vacances portugaises») — французький кінофільм 1963 року, знятий режисером П'єром Кастом на кіностудії «Jad Films».

## Сюжет
Франсуаза та її чоловік Жан-П'єр запрошують кілька пар і друзів провести вихідні на своїй великій віллі на португальському узбережжі, щоб врятуватися від нудьги. Для декого з них це буде любовна інтрига, і кожен з героїв відкриє для себе трохи більше про себе в міру того, як розгортатиметься історія.

## У ролях
- Франсуаза Прево: Франсуаза
- Жан-П'єр Омон: Жан-П'єр
- Мішель Оклер: Мішель
- Франсуаза Арнуль: Матильда
- Катрін Денев: Катрін
- Бернард Вікі: Бернард
- Барбара Лааге: Барбара
- Даніель Желен: Даніель
- Мішель Жирардон: Женев'єва
- Жак Доніоль-Валькроз: Жак
- Франсуаза Бріон: Елеонора
- Жан-Марк Борі: Жан-Марк
- П'єр Ванек: П'єр

## Знімальна група
- Режисер: П'єр Каст
- Сценарій: П'єр Каст
- Оператор-постановник: Рауль Кутар
- Композитор: Жорж Дельрю
- Монтаж: Яннік Беллон